# Henri Temianka

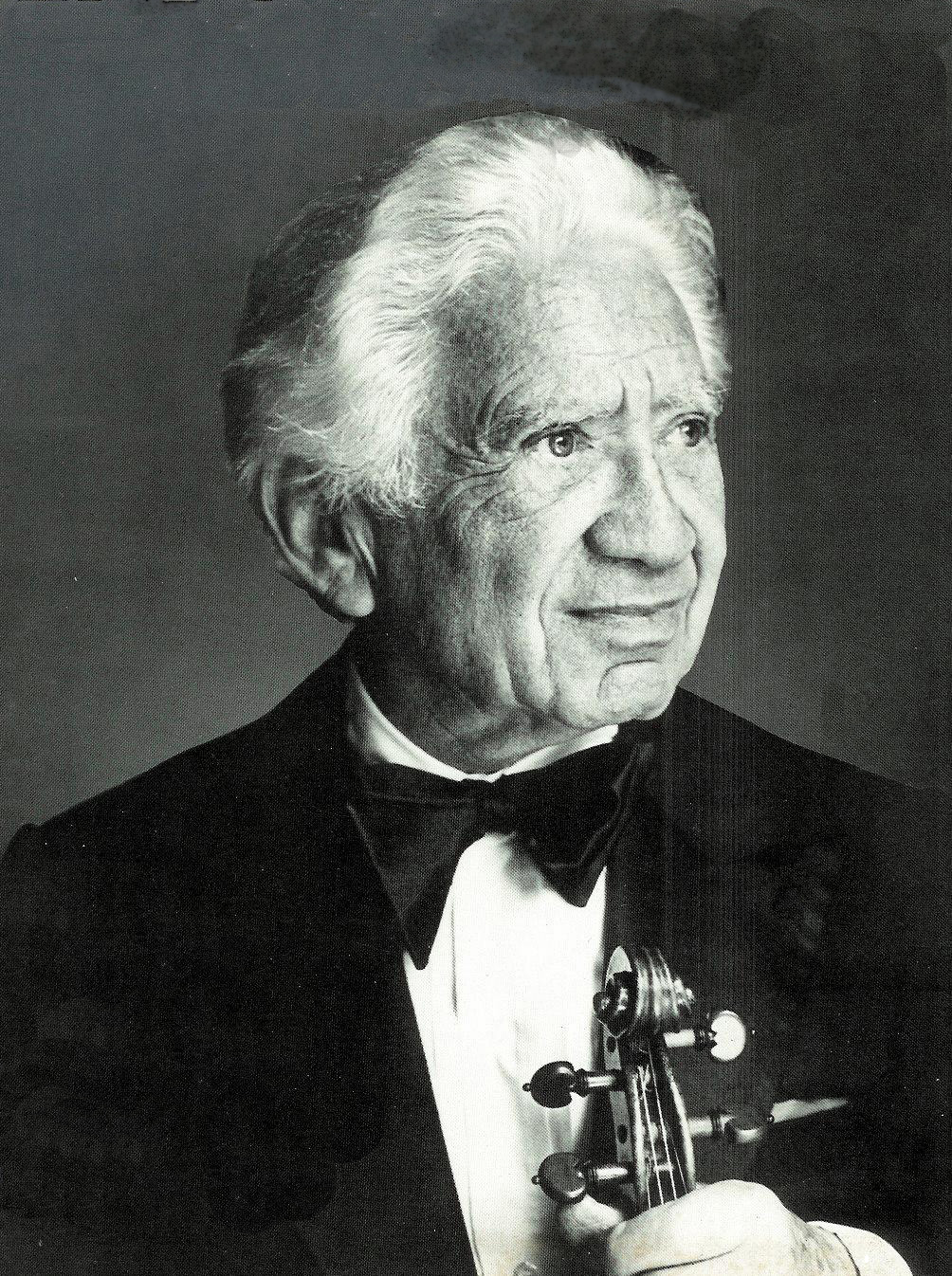
Henri Temianka

Henri Temianka (* 19. November 1906 in Greenock, Schottland; † 7. November 1992 in Los Angeles, Kalifornien) war ein US-amerikanischer Geiger, Dirigent und Musikpädagoge. Er gründete das Paganini-Quartett und das California Chamber Symphony (Kalifornisches Kammer-Symphonieorchester).

## Leben
Henri Temianka, Sohn polnisch-jüdischer Einwanderer, wurde in Schottland geboren, wuchs aber in Liverpool auf. („Ich war vor den Beatles in Liverpool“, scherzte er später.) Als er fünf Jahre alt war, zogen die Eltern nach Holland, wo sein Vater im Diamanten-Geschäft tätig wurde. Bereits mit neun Jahren wurde er 1915 Schüler von Carel Blitz in Rotterdam (bis 1923). Danach wurde er von Willy Heß in Berlin weiter ausgebildet (1923–1924), anschließend bei Jules Boucherit in Paris (1924–1926). Er verdiente seinen Lebensunterhalt bei Orchestern im Zirkus und als Geiger in Restaurants.
In Amerika studierte Temianka am Curtis Institute of Music in Philadelphia bei Carl Flesch sowie Orchesterleitung bei Artur Rodziński und graduierte dort 1930. Bereits vor seiner Graduierung debütierte er 1928 in New York. Danach startete er eine Tournee, die ihn durch Europa, Russland und die USA führte.
1935 nahm er am Wieniawski-Wettbewerb in Warschau teil, wo er den dritten Platz hinter Ginette Neveu und Dawid Oistrach belegte.
1936 gründete er in London das Temianka-Kammerorchester. 1937–1938 wurde er Konzertmeister des Scottish Orchestra in Glasgow unter George Szell. Temianka war 1939 wieder in Amerika und von 1940 bis 1941 Konzertmeister des Pittsburgh Symphony Orchestra unter Fritz Reiner. Er unternahm jedoch große Anstrengungen, um seine Karriere als Solist auszubauen.
Dann unterbrach der Zweite Weltkrieg seine musikalische Laufbahn. Während des Krieges arbeitete er für das Office of War Information, da er vier Sprachen fließend beherrschte. Bei Kriegsausbruch lebten seine Eltern in Antwerpen und mussten als Juden um ihr Leben fürchten. Glücklicherweise erhielt er für sie durch einen Mitarbeiter im US-Außenministerium Visa für die USA. Nach ihrer Flucht durch Frankreich wurden sie in Bilbao von General Francos Geheimpolizei gefangen genommen. Durch seine früheren Beziehungen nach Bilbao gelang es einflussreichen Freunden, seine Eltern frei zu bekommen und auf einem Schiff mit Ziel USA unterzubringen.
1945 erhielt Temianka die amerikanische Staatsbürgerschaft. Nach dem Krieg nahm er seine Konzert-Tourneen wieder auf und spielte in über 30 Ländern.
1946 spielte Temianka mit dem Pianisten Leonard Shure auf Einladung von Elizabeth Sprague Coolidge im Auditorium der Library of Congress alle zehn Beethoven-Sonaten für Violine und Klavier. Diese Aufnahmen von Ende Januar/Anfang Februar 1946 wurden in mühevoller Arbeit von Jacob Harnoy restauriert und sind seit 2011 als CD verfügbar.
Ebenfalls im Jahr 1946 gründete Temianka das Paganini-Quartett, das sehr erfolgreich wurde und bis 1966 Bestand hatte (siehe unten). Während dieser Zeit spielte er die 1727 gebaute Stradivari Comte Cozio di Salabue. Nach der Auflösung des Paganini-Quartetts spielte er eine Geige von Michelangelo Bergonzi aus dem Jahr 1759. Für seine Schallplatten-Aufnahmen der Sonaten von Händel spielte er auf einer Andrea Guarneri aus dem Jahr 1687.
Auf Vorschlag einiger Persönlichkeiten vor Ort gründete er 1958 die Beverly Hills Concerts for Youth. Diese „Konzerte für Jugendliche“  fanden in der Royce Hall der University of California, Los Angeles statt, das Orchester nannte sich The Temianka Little Symphony. Hier machte er Jugendliche mit Werken wie Prokofjews Peter und der Wolf und Karneval der Tiere von Camille Saint-Saëns bekannt. Mitwirkende als Erzähler waren Berühmtheiten wie Ray Bradbury, Victor Borge, Hans Conreid, Peter Ustinov und Sam Jaffe. Auch für behinderte Kinder gab er Konzerte. Bei einer Aufführung von Benjamin Brittens Kinderoper Noye’s Fludde (Noahs Sintflut) bezog er Kinder aus dem Publikum mit ein.
Als Nachfolger des Temianka Little Symphony entstand 1960 das California Chamber Symphony als erstes echtes Kammerorchester in Los Angeles. In den folgenden 23 Jahren gab es mehr als 100 Konzerte in der Royce Hall, darunter Erstaufführungen von Werken der Komponisten Aaron Copland, Dmitri Schostakowitsch, Darius Milhaud, Alberto Ginastera, Gian Carlo Menotti und Malcolm Arnold. Unter dem Motto Let’s Talk Music („Sprechen wir über Musik“) sprach Temianka als einer der ersten Dirigenten bei den Konzerten zum Publikum, um die Werke zu erläutern. Er führte auch das Abonnenten-System für die Konzerte ein und leitete die Abonnementkonzerte mehr als 20 Jahre lang.
In den 1980er Jahren kamen noch die California Chamber Virtuosi hinzu.
Temianka unterrichtete von 1960 bis 1964 als Professor an der University of California, Santa Barbara und von 1964 bis 1976 am Long Beach State College (heute California State University, Long Beach). Er war außerdem Gastprofessor an Hochschulen in den USA (University of  California, University of Southern California, University of Kansas, University of Illinois, University of Michigan, University of Colorado) und im Ausland (University of Toronto, Osaka Music Academy of Japan) und gab Meisterkurse an verschiedenen Universitäten.
Henri Temianka starb an einem Krebsleiden am 7. November 1992 in seinem Haus in Los Angeles.

## Paganini-Quartett
Niccolò Paganini hatte im frühen 19. Jahrhundert einige Stradivari-Instrumente zusammengetragen. Die Instrumente gingen nach Paganinis Tod durch mehrere Hände. Nach fast einem Jahrhundert gelang es Emil Herrmann, einem bekannten Händler und Restaurator von Musikinstrumenten in New York, sie  wieder zu vereinen. Die reiche Witwe und Musikliebhaberin Anna E. Clark (1878–1963) kaufte die Instrumente 1946 von Herrmann für 155.000 Dollar und stellte sie Temianka zur Verfügung, der daraufhin das Paganini Quartet gründete.
Die vier Instrumente werden ebenfalls als „Paganini-Quartett“ bezeichnet. Jedes Instrument ist nach einem Vorbesitzer benannt:
- Erste Violine: Comte Cozio di Salabue (1727)
- Zweite Violine: Desaint (1680), eine Stradivari im frühen Amati-Stil
- Viola: Mendelssohn (1731)
- Cello: Ladenburg (1736)

Außer Temianka spielten in dem Quartett:
- Zweite Violine: Gustav Rosseels (Gründungsmitglied), später Charles Libove, Stefan Krayk, Harris Goldman
- Viola: Robert Courte (Gründungsmitglied), später Charles Foidart, David Schwartz, Albert Gillis
- Cello: Robert Maas (Gründungsmitglied), später Adolphe Frezin, Lucien Laporte

Das Quartett wurde sehr bekannt und war auch das „Hausquartett“ von RCA Victor. Es konzertierte zwanzig Jahre lang und wurde 1966 aufgelöst.
Die Instrumente des Paganini-Quartetts gingen nach dessen Auflösung in den Bestand der Corcoran Gallery of Art in Washington D.C. über. Gemäß dem letzten Willen der Stifterin Anna E. Clark sind sie immer als Instrumentenquartett vereint geblieben. Sie wurden verschiedenen Streichquartetten leihweise überlassen, unter anderem dem Cleveland Quartet. Die Nippon Music Foundation erwarb die Instrumente 1994 für 15 Millionen US-Dollar. Sie wurden von 1995 bis 2013 vom Tokyo String Quartet gespielt, danach vom Hagen-Quartett und seit September 2017 vom Quartetto di Cremona.

## Veröffentlichungen
Temianka schrieb eine humorvolle Autobiografie mit zahlreichen Anekdoten, das Vorwort steuerte Yehudi Menuhin bei:
- Facing the Music. An Irreverent Close-up of the Real Concert World. Verlag: David McKay Company, New York, Juni 1973, ISBN 978-0-679-50374-3.
- Deutsch: Respektlose Erinnerungen aus einem Leben mit der Musik. Albert Müller Verlag, Zürich 1976, ISBN 3-275-00615-0.

Temianka verfasste außerdem mehr als 100 Artikel für verschiedene Zeitschriften, darunter Instrumentalist, The Strad, Reader’s Digest, Saturday Review, Esquire, Hi-Fi Stereo Review, Musical America, The Etude und Holiday. Etwa ein Drittel dieser Beiträge befassen sich mit der Technik und dem Unterricht des Spiels auf Streichinstrumenten. Einige Beispiele:
- Bronislaw Huberman, The Triumph of a Great Personality. In:  The Etude, Februar 1957.
- Creators in a Creative Society In: The Saturday Review, September 23, 1967, S. 30–33.
- My George Szell In: The Saturday Review, September 26, 1970, S. 50–51.